# Phaeostigma robustum
Phaeostigma robustum är en halssländeart som först beskrevs av H. Aspöck och U. Aspöck 1966.  Phaeostigma robustum ingår i släktet Phaeostigma och familjen ormhalssländor. Inga underarter finns listade i Catalogue of Life.